# 永璘
永璘（转写：Yong Lin；1766年6月17日—1820年4月25日），爱新觉罗氏。乾隆帝的第十七子，生母為孝儀純皇后魏佳氏，嘉庆帝的同母弟。永璘是乾隆帝最小的儿子。

## 生平
乾隆三十一年（1766年）五月十一日出生，生母孝儀純皇后魏佳氏，時為皇貴妃。乾隆四十年（1775年）正月二十九日，生母皇貴妃魏氏因病去世，因而由景仁宮穎妃巴林氏代為撫養。
乾隆四十九年（1784年）正月，随驾南巡。
乾隆五十四年（1789年），永璘晋封贝勒。分府时，乾隆帝赏赐当铺，本利共值银四万八千四百十三两。
嘉慶帝登極後，未令其管理事务。嘉慶帝形容永璘府第优闲，安分守己，谨慎小心，甚属可嘉。
嘉慶四年（1799年）正月，仁宗親政，永璘封為惠郡王，後改封晉慶郡王 。同年三月，和珅被誅，永璘请求同母兄嘉庆帝将和珅的府邸赐给他。因此，嘉慶帝將和珅之府第賜給他作為慶王府。嘉慶五年（1800年）正月，因祝穎貴太妃七十大壽時，不奏报嘉庆帝此事，直接派护卫、太監等人礼物抬到寿康宮。因此，嘉慶帝令其退出乾清門，惟加恩仍留內廷行走。
嘉慶二十一年（1816年），永璘奏事把奏摺交於內奏事太監，與體制不符，被罰俸祿。
嘉慶二十五年（1820年）三月，永璘病重，上親臨視，命進封慶親王；同月十三日卯刻薨逝，諡曰僖 。
嘉庆二十五年三月十六日，嘉庆帝就下旨令孝儀純皇后的侄孫子花沙布，速去永璘府中穿孝。而且，著英和查明花沙布有否在十三日以后，仍前往诣庆亲王府中穿孝齐集。若并未到府或只随同齐集並未穿孝，英和就要令其穿孝。
百日丧满后，他的三个儿子特许可以和皇子们一起在上书房读书，其第五女亦被接进宫里交给皇后抚养。可惜，五格格在進宮後，仅仅八天就因中暑引起慢惊风而夭折，死后丧仪按和硕格格之例办理。
北京昌平城西南40裡的白洋溝自然風景區內，有慶親王墓園遺址，可見永璘的碑亭是重檐的，即使是光绪帝之父醇贤亲王的七王坟也是单檐碑亭而已。終清一朝，只有慶密亲王奕劻和僧格林沁的园寝內也有重檐碑亭。
礼亲王昭梿当时留下的历史笔记《啸亭杂录》中记载“庆僖亲王讳永璘，纯皇帝第十七子也。貌丰颀黧色，不甚读书，喜音乐，好游嬉。少时尝微服出游，间为狭巷之乐，纯皇帝（乾隆）深恶之，降封贝勒。”狭巷指花街柳巷，永璘因为行止不端，乾隆帝深为厌恶，只封他为贝勒。不过嘉庆帝对同母弟则是另一番说辞，“朕弟庆郡王永璘、幼龄时仰蒙皇考高宗纯皇帝钟爱。每逢巡省。必蒙考命同朕及成亲王随扈。共荷恩慈。因伊幼年读书资性稍次。骑射亦未甚娴习。仍邀眷爱。封为贝勒。”“朕弟庆亲王永璘、秉性素醇。持躬谨饬。幼龄时仰蒙皇考钟爱。封为贝勒。”与昭梿的看法不同，嘉庆帝说永璘自幼就是乾隆的爱子，虽然读书不行，骑射也差，但由于受眷爱，仍然得封贝勒。

## 家庭
妻妾
- 嫡福晉鈕祜祿氏，果毅公兼戶部尚書阿里袞第十二女。乾隆四十四年十一月十二日，内务府奏片記「福晋年十四岁九月十五日寅时生」，乾隆四十五年十月十九日卯时成婚；嘉庆六年七月初十日，庆郡王福晋之症由瘟疹结喉变为痢疾，忽于本日巳刻喘汗交作，因救治不应而薨逝[3]。嘉慶六年七月十一日，加恩动用造办处银五百两，赏给庆郡王以办理鈕祜祿氏之喪儀。同年七月二十三日，加恩再赏给造办处银两办理其丧事。

- 繼福晉武佳氏，副将书林之女。嘉庆二年二月初八日，以側福晉的身份生下慶郡王第三子綿愍。嫡福晋鈕祜祿氏病死后，永璘在嘉慶八年把侧福晋武佳氏扶正。中國第一歷史檔案館有藏道光三年三月初五日《为庆僖亲王续福晋病故著加恩赏银办理善事事》，可知武佳氏在此日期或之前去世。
- 側福晉劉佳氏，明福之女。
- 側福晉孫氏，八品官德升之女，初為庶福晉。
- 側福晉陶佳氏，司库庆升之女。
- 庶福晉李氏，八品官明福之女。中國第一歷史檔案館有藏嘉庆二十五年七月十四日《为加恩备办庆亲王永璘留于宫内抚养第五女殇逝事宜事》，其女在宮內患上暑症後，於中元節期間受驚死而被追封為郡主。
- 庶福晉張佳氏，观禄之女。
- 媵妾趙氏

子嗣
- 長子：綿恆
- 次子：早夭
- 三子：慶良郡王綿愍
- 四子：早夭
- 五子：已革慶郡王綿悌
- 六子：輔國公綿性，子奕劻、奕勳、奕功、奕勵。

女兒
- 第一女：县君，乾隆五十二年十二月初一日酉时，庶福晋张佳氏观禄之女所出。嘉庆十年十月选土默特台吉头等侍卫扎拉瓦多尔济为额驸，本年十一月成婚，卒年未详。
- 第二女：嘉庆元年六月二十二日卯时，嫡福晋钮祜禄氏所出，嘉庆六年七月初一日酉时卒。
- 第三女：嘉庆九年十月二十七日寅时，庶福晋李氏八品官明福之女所出，嘉庆十二年四月二十五日亥时卒。
- 第四女：嘉庆十六年八月二十五日辰时，庶福晋孙氏所出，嘉庆十八年四月初八日卒。
- 第五女：追封郡主，嘉庆十八年八月二十九日，庶福晋李氏所出，嘉庆二十五年七月十四日子时卒。
- 第六女：嘉庆是二十年六月十九日子时，侧福晋陶佳氏所出，嘉庆二十三年正月十九日卯时卒。
- 第七女：嘉庆二十二年七月二十七日辰时，媵妾赵氏所出，道光十五年十一月，选喀喇沁乌亮海吉勒莫特氏，二等台吉三扎喜里为婿，本月成婚，卒年未详。

## 影視形象
| 類別   | 作品              | 演員   |
| ------ | ----------------- | ------ |
| 電視劇 | 嘉慶皇帝 (電視劇) | 黃超   |
| 電視劇 | 萬凰之王          | 關菁   |
| 電視劇 | 天命              | 張穎康 |

## 延伸阅读
[在维基数据编辑]
 《清史稿·卷221》，出自趙爾巽《清史稿》